# IBM PCjr
El IBM PCjr fue el primer intento de IBM de entrar en los mercados de los relativamente baratos computadores educativos y computadores caseros, anunciado el 1 de noviembre de 1983 y sacado al mercado en marzo de 1984. El nombre del código del PCjr era "Peanut" (maní o cacahuate) y se refirieron a él de esa manera en varias revistas de negocios.

## Características
El PCjr vino en dos modelos: el 4860-004, con 64KB de memoria RAM, con un precio de 669 dólares; y el 4860-067, con 128kB de RAM y una unidad de disquete de 5,25 pulgadas de 360kB, con un precio de 1.269 dólares. El PCjr prometía un alto grado de compatibilidad con el IBM PC, que ya era una popular computadora de negocio, y ofrecía incorporado gráficos en color y sonido comparables o superiores a otros computadores caseros del momento. Además, su CPU Intel 8088 de 4,77MHz era más rápido que el de otros computadores dirigidos al mercado casero y su teclado infrarrojo inalámbrico separado prometía un grado de conveniencia que ninguno de sus competidores tenía. Dos ranuras para cartuchos permitían cargar fácilmente juegos y otros softwares.
La popular serie de juegos de aventura, King's Quest, de los años 1980, fue desarrollada originalmente para el PCjr, pues, para el momento del lanzamiento del producto, IBM había encargado a Sierra On-Line un juego que aprovechara los gráficos y las capacidades ampliadas de sonido del PCjr. El resultado fue King's Quest I.

## Fracaso en el mercado
El PCjr se lanzó con una cantidad enorme de publicidad anticipada, incluyendo transmisiones de noticias en vivo cubriendo el anuncio del producto. Ziff-Davis, editor de la revista PC Magazine, imprimió el primer número de la revista PCjr Magazine incluso antes de que las primeras unidades del PCjr se despacharan. Los observadores esperaban que el PCjr cambiara el mercado del computador casero de una manera similar a como el IBM PC por sí mismo había cambiado el mercado del negocio en los dos años desde su presentación.
Sin embargo, el PCjr nunca fue bien recibido. El blanco de la mayoría de las críticas era su teclado. IBM eligió usar un teclado tipo chiclet, similar al de una calculadora de bolsillo, con espacios anchos entre las teclas para dejar espacio para plantillas instructivas que venían con las paquetes de software. Sin embargo, fue ampliamente criticado, dando la sensación de barato y por ser difícil de mecanografiar. IBM eventualmente lo substituyó, gratuitamente, por un teclado convencional. Sin importar el diseño del teclado, con solamente 62 teclas, carecía del teclado numérico y las teclas de función separadas del IBM PC y la distribución era más torpe que la de la mayoría de sus competidores. Además, la conexión inalámbrica no funcionó tan bien como se esperaba y en la práctica, cuando se mecanografiaba, solamente se podía estar a menos de un metro de la máquina y en el modo inalámbrico, el teclado agotaba las baterías rápidamente.
A US$669 (equivalente a $1962 en 2023), el precio del PCjr no era competitivo. Costaba más del doble que el Commodore 64 y la familia Atari de 8 bits. Su precio estaba cerca del de Coleco Adam, pero el Adam también incluía dos unidades de cinta, una impresora y software. A excepción del Apple II, era posible comprar un sistema completo, (computadora, unidad de disco, impresora y monitor), de casi cualquiera de los competidores de IBM, por menos del precio de entrada del PCjr.
Mucha gente comparó el PCjr, desfavorablemente, con el IBM PC antes que con las máquinas contra las cuales competía directamente. Mientras que la compatibilidad con la gran biblioteca de software del IBM PC era un punto de venta clave, el PCjr probó en la práctica incompatibilidad con muchas populares aplicaciones del PC, en parte debido a limitaciones de la memoria y en parte debido a las diferencias de arquitectura. Aunque las capacidades técnicas del PCjr pudieron haber justificado su precio más elevado: era una máquina 16 bits compitiendo en un mundo de 8 bits, ofrecía una mejor expansión de memoria, tenía integrada un modo de pantalla de 80 columnas y era más rápido que cualquiera de sus competidores. En esa época, los escritores de artículos sobre computadores caseros se preocupaban mucho menos sobre la potencia en bruto y más sobre el precio, software disponible, y la calidad del teclado.
El PCjr era más difícil de ampliarse que muchos de los computadores con los que intentaba competir. No fue diseñado para agregar una segunda unidad de disquete, una unidad de disco duro, o memoria más allá de los 256 KB, lo que hizo difícil de cumplir la promesa de correr el software de negocio del IBM PC. Las add-ons para proporcionar una segunda unidad de disquete o una unidad de disco duro de 20 megabytes estaban solamente disponibles a partir de terceros y no lo estuvieron inmediatamente. Muchos de los add-ons de IBM y de terceros se conectaban a una ranura de expansión en el lado derecho de la computadora, similar al diseño del Texas Instruments TI 99/4A. Así, como con el TI, múltiples add-ons quedaban conectados de una manera muy chapucera.
Incapaz competir con el C64 de Commodore, el IIe, y el IIc de Apple Computer además de otros poco comercializados en USA pero si ampliamente en otros países como MSX, ZX Spectrum y Amstrad CPC, sin mencionar los futuros Atari ST de Atari y el Commodore Amiga, IBM retiró el PCjr del mercado a mediados de 1985.

## La herencia de PCjr
Tandy produjo un clon del PCjr, el Tandy 1000. Debido a que fue lanzado dos semanas después de que el PCjr fuera descontinuado, Tandy tuvo que cambiar precipitadamente su estrategia de comercialización. Sin embargo, la máquina y sus muchos sucesores finalmente demostró mucho más aguante que el PCjr en sí mismo, en parte porque el Tandy 1000 fue vendido en los almacenes omnipresentes de Radio Shack y en parte porque era menos costoso, más fácil de ampliar y casi enteramente compatible con el IBM PC. Irónicamente, los estándares de los gráficos mejorados y el sonido de los que el PCjr fue pionero, fueron conocidos últimamente como "Tandy compatible" o "TGA".
IBM volvió al mercado casero en 1990 con su línea mucho más exitosa del IBM PS/1. Las palabras "IBM compatible" llevaron mucho más peso de comercialización en 1990 que el que tuvieron en 1984.

## Especificaciones técnicas
- CPU: Intel 8088, 4,77 MHz
- Memoria: 64K en la tarjeta madre, expandible a 128K vía una tarjeta en una ranura dedicada. Posteriormente, add-ons y modificaciones de terceros elevaron el límite a 736K.
- Sistema operativo: IBM PC-DOS 2.10, (sin el cartucho o DOS, cargaba el Cassette BASIC)
- Entrada/salida: puerto de casete, puerto de lightpen, dos puertos de joystick, puerto de monitor RGB, puerto de video compuesto, puerto de salida del adaptador de televisión, puerto de audio, puerto de teclado con cable, sensor infrarrojo de teclado, puerto serial, dos ranuras de cartuchos
- Capacidad de expansión: 3 ranuras internas, dedicadas a la memoria, al módem y a las tarjetas de controlador del disco flexible. Conector externo de tarjeta lateral capaz de encadenar múltiples tarjetas laterales
- Vídeo: Motorola 6845, "CGA Plus"
  - Modos de texto: 40x25, 80x25, 16 colores
  - Modos gráficos: 320x200x4, 640x480x2, 160x100x16, 160x200x16, 320x200x16, 640x200x4
  - La memoria de video estaba compartida con los primeros 128K de la memoria del sistema y podía ser tan pequeña como 2K y tan grande como 96K. (Esto hacía al PCjr más lento que un IBM PC o XT convencional a pesar de tener el mismo procesador a la misma velocidad).
- Sonido: Texas Instruments SN76496, tres voces, 16 niveles independientes de volumen por canal, ruido blanco
- Almacenamiento: casete o unidad de disquete opcional de 5,25 pulgadas. Otras opciones de almacenamiento fueron proporcionadas por terceros.
- Teclado: de 62 teclas separado. Operación por infrarrojo o conectado por cable. IBM proveyó dos teclados diferentes, el primero siendo el "malignizado" teclado tipo "Chiclet". Muchos teclados de terceros también estaban disponibles.